# Terje Riis-Johansen
Terje Riis-Johansen (født 15. marts 1968) er en norsk politiker. Han var frem til 20. juni 2008 Norges landbrugs- og fødevareminister. Frem til 4. marts 2011 var Riis-Johansen olje- og energiminister. 
Ved valget i 1991 blev han valgt til Skien bystyre og Telemark fylkesting for Senterpartiet, og i 1993 blev han valgt til Stortinget, en plads han mistede i 1997. Riis-Johansen har også organisationserfaring, og har blandt andet været centralt medlem i Norges Bygdeungdomslag (1989–1991), næstformand i Nei til EU (1995–1997) og styrende medlem i Norges Bondelag (2000–2005).